# 스트리가속
스트리가속(Striga)은 꿀풀목 열당과에 속하는 속이다. 스트리가속 식물은 스트리가 또는 스트라이가(striga)라 부른다.

## 특징
사하라 사막 이남에 흔히 서식하는 기생 식물이다. 숙주식물의 뿌리 근처에서 나오는 화학물질의 자극으로 싹을 틔우고 기생해 꽃을 피워 숙주식물을 완전히 말라죽게 한다. 이 식물은 빈곤과 기아에 시달리는 지역의 농업생산성을 낮추는 주요한 요인 중 하나이다. 사하라 사막 이남 지역에서는 흔히 '악마의 풀'로 부른다고 한다.